# Rip Off Press
Rip Off Press est une maison d'édition américaine spécialisée dans la littérature pour adulte et la bande dessinée underground.

## Historique
Rip Off Press est fondé en 1969 à San Francisco par Fred Todd, Dave Moriaty, Gilbert Shelton et  Jack Jackson. Le projet original était d'imprimer surtout des posters publicitaires pour des groupes de rock et, à côté, d'éditer des comics. En 1972 seul persiste l'aspect éditeur de comics. Cette année-là, Rip Off Press publie un magazine intitulé  The Rip Off Review of Western Culture pour lequel Dave Moriaty est rédacteur en chef.Après plusieurs déménagements et le départ des membres fondateurs à l'exception de Fred Todd, Rip Off Press continue à publier les Fabulous Furry Freak Brothers de Gilbert Shelton ainsi que l'anthologie  Rip Off Comix et de nombreux autres titres. Une partie du catalogue est consacrée à la bande dessinée érotique dont certaines dessinées par Guy Colwell. À partir des années 1990, Rip Off Press se retire peu à peu du marché des comics et préfère la vente par correspondance, encouragé par le développement d'Internet.

## Annexe